# Frank Marsales
 (novembre 2017).
Si vous disposez d'ouvrages ou d'articles de référence ou si vous connaissez des sites web de qualité traitant du thème abordé ici, merci de compléter l'article en donnant les références utiles à sa vérifiabilité et en les liant à la section « Notes et références ».
Frank Marsales est un compositeur, producteur et acteur américain né le 31 août 1886, mort le 14 août 1975.